# Prison d'Auckland
Paremoremo Prison
La prison d'Auckland, dont le nom d'origine est la prison de Paremoremo (en anglais : Paremoremo Prison) et qui est également familièrement appelée « Pare » (prononcé « Par-re »), est un établissement pénitentiaire néo-zélandaise situé dans la localité de Paremoremo, dans la région administrative d'Auckland.Ses anciens noms de « Paremoremo » et « Pare » sont encore bien connus et utilisés dans toute la Nouvelle-Zélande.
L'établissement est constitué d'un quartier à sécurité moyenne et d'un quartier à sécurité maximale. Les deux complexes sont séparés mais situés à proximité l'un de l'autre dans une zone rurale unique.
La prison comprend en outre la seule unité à sécurité maximale de Nouvelle-Zélande, cette unité spécialisée abritant certains des criminels les plus dangereux du pays.
L'établissement est géré par le Department of Corrections de Nouvelle-Zélande (en).

## Histoire
L'établissement ouvre en 1968.

## Description

### Installations
La prison d'Auckland dispose 680 places.
L'établissement comprend 
- la division à sécurité moyenne d'Auckland West, construite en 1981 pour désengorger d'autres établissements, notamment les prisons de Mount Eden ;
- une unité de travail à sécurité minimale et de préparation à la libération appelée Te Mahinga ;
- une unité spécialisée de 60 places pour les délinquants sexuels d'enfants, appelée Te Piriti ;
- une division à sécurité maximale.

Au sein de la division à sécurité maximale, la section anciennement appelée « Bloc D » (en anglais : D Block) a une mauvaise réputation.[réf. nécessaire] La sécurité y est ainsi fortement renforcée avec environ trois agents pénitentiaires pour chaque détenu du bloc.

### Sécurité
La sécurité a été considérablement améliorée dans les années 1990 et 2000. David Connor, l'aumônier de la prison,nota ainsi que, lorsqu'il est affecté à Paremoremo en 1984, une clôture grillagée autour du bloc de sécurité moyenne était tout ce qui était nécessaire pour assurer la sécurité de l'établissement.
Cependant, en 2010, le quartier de sécurité maximale de la prison, la division Est, se voit entouré d'une clôture périphérique hautement sécurisée recouverte de barbelés. Du fil barbelé est également posé entre le quartier et la clôture. L'aile Est ne dispose en outre que d'un seul point d'entrée doté d'un scanner très sensible que chaque personne doit traverser.
Toute personne transportant des articles dans la division Est doit obligatoirement les transporter dans un sac en plastique transparent. Toute personne entrant dans la division est également susceptible d'être fouillée. La division Est dispose en outre d'un système de vidéosurveillance centralisé, avec des caméras surveillées à tout moment depuis la salle de contrôle située au centre de l'aile. Toutes les cellules sont en béton renforcé et sont dotées de barreaux aux fenêtres. Toutes les cours de promenade et d'exercice sont clôturées. Enfin, le ratio personnel/prisonniers est également plus élevé dans le bloc Est que dans toutes les autres unités.
La division Ouest accueille des prisonniers de sécurité moyenne à élevée. Comme l'aile Est, elle ne dispose que d'un seul point d'entrée et toute personne entrant dans l'unité est susceptible d'être fouillée. La division dispose également de caméras de vidéosurveillance surveillées depuis la salle de garde et des capteurs entre les clôtures de la division Ouest.
L'établissement comprend également une unité à sécurité minimale, une unité à sécurité faible à moyenne ainsi que l'unité baptisée « Te Piriti », qui accueille des détenus à faible sécurité. Ces unités sont d'un niveau de sécurité inférieur car les détenus qui y sont incarcérés sont considérés comme présentant un risque minimal pour la sécurité publique.
En cas d'incident grave, les gardes n'ont d'autre choix que d'appeler la police. Les agents pénitentiaires ont ainsi signalé à plusieurs reprises que les détenus violents constituent un problème de plus en plus important, que ce soit à Paremoremo ou dans le système pénitentiaire néo-zélandais en général.
Après une grave agression commise par des détenus à l'encontre d'un surveillant de prison en juillet 2007, un membre du personnel s'est plaint anonymement au New Zealand Herald de l'insuffisance des procédures de sécurité et déclare ainsi que la prison ressemble davantage à un "camp de vacances" pour les détenus - en particulier dans le cas de personnes considérées comme particulièrement dangereuses. Le surveillant allégue également que la direction de la prison cède à la plupart de leurs demandes afin de maintenir la paix dans l'établissement.

## Détenus notables
- Brian Curtis est incarcéré dans l'établissement après avoir été reconnu coupable d'avoir importé 1,5 million de dollars de LSD en 1991, jusqu'à son évasion en août 1993, puis de nouveau après sa reprise en 2001 jusqu'à sa libération conditionnelle en décembre 2007. Le meurtrier comndamné Michael Bullock s'est échappé avec Curtis [5] et a été repris en 1999.
- Dean Wickliffe (en), qui s'est évadé deux fois de la prison d'Auckland[6].
- Le triple meurtrier William Dwane Bell (en) était détenu dans le Delta Block à sécurité maximale en 2007[7].
- George Charlie Baker, qui a tué un adolescent de 17 ans (en) dans un fourgon pénitentiaire[8].
- Le meurtrier reconnu coupable Antonie Dixon (en) était détenu dans la zone de sécurité maximale, en attendant sa condamnation, lorsqu'il est décédé en février 2009[9].
- Bruce Howse, qui a tué ses belles-filles, a été détenu dans la zone de sécurité maximale avant d'être transféré à la prison de Whanganui pour avoir battu Joseph Thompson en mai 2005.
- Graeme Burton a été reconnu coupable en novembre 2009 de la tentative de meurtre de Dwayne Marsh à la prison d'Auckland et a été condamné à la durée indéterminée de détention préventive[10].
- Jason Somerville, qui a été reconnu coupable d'un double meurtre à Christchurch en 2009, était autrefois prisonnier dans la zone de sécurité maximale.
- Scott Watson (en), qui a été reconnu coupable d'un double meurtre à Furneaux Lodge dans les Marlborough Sounds le 1er janvier 1998, était autrefois prisonnier dans la zone de sécurité maximale avant d'être transféré à la prison pour hommes de Christchurch.
- Le violeur et meurtrier reconnu coupable Hayden Taylor était autrefois prisonnier dans la zone de sécurité maximale avant d'être transféré à la prison de Rimutaka.
- Brenton Harrison Tarrant, le tireur de la mosquée de Christchurch, est détenu à l'isolement dans la zone de sécurité maximale [11],[12]
- Le tueur de policiers Daniel Luff était autrefois prisonnier dans la zone de sécurité maximale [13],[14]
- Paul Wood (en), auteur, conférencier motivateur, coach de vie et psychologue
- Alain Mafart : protagoniste de l'affaire du Rainbow Warrior[15].

## Galerie

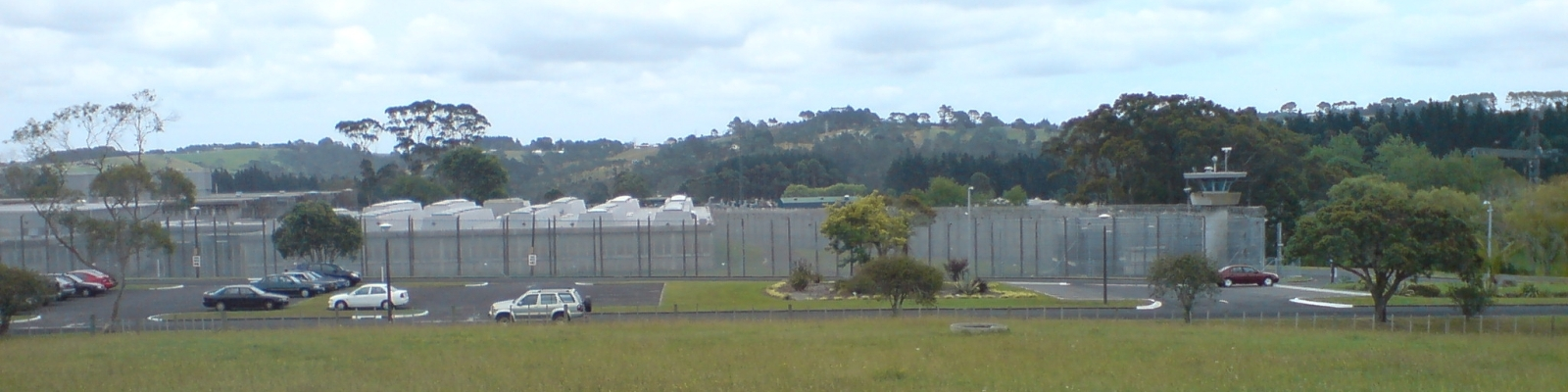
La section de haute sécurité de la prison d'Auckland.